# قلعة دار
قلعة دار هي قرية في مقاطعة نائين، إيران. يقدر عدد سكانها بـ 13 نسمة بحسب إحصاء 2016.